# عثمان إرباس
عثمان إرباس (1962 - 4 مارس 2021) كان ضابطًا بالجيش التركي. كان من أشد المؤيدين لاستخدام الجيش التركي للطائرات بدون طيار في عمليات مكافحة الإرهاب. في عام 2015 تم تعيينه قائدًا لفرقة المشاة الآلية السادسة وأمر ضباطه بالبقاء مخلصين خلال محاولة الانقلاب التركية في 15 يوليو 2016. وأدلى إرباش في وقت لاحق بشهادته كشاهد في محاكمة الجنود المتهمين بالانضمام إلى محاولة الانقلاب. في عام 2017 تم تعيينه لقيادة الفيلق الثامن وأثناء خدمته في هذا المنصب قُتل في حادث تحطم طائرة هليكوبتر في عام 2021.